# Ахметова Лайла Сейсембеківна
Лайла Сейсембеківна Ахметова — доктор історичних наук, професор (Казахстан) .
Народилась в Алма-Аті (Республіка Казахстан, СРСР) 12 лютого 1954 року в родині письменника Сейсембека Ахметова.

## Освіта
Навчалася у школі № 36 м. Алма-Ати, на факультеті журналістики Казахського державного університету ім. С. М. Кірова (1971—1976 рр.). Закінчила аспірантуру (1981) і докторантуру (1997) цього ж університету.
Неодноразовий переможець Всесоюзного конкурсу наукових студентських робіт із суспільних наук та міжнародного молодіжного руху.
У 1982 р. захистила кандидатську дисертацію, у 1998 — докторську на тему: «Проблеми патріотичного виховання казахстанців в умовах радянської командно-адміністративної системи. 1946—1991. За матеріалами засобів масової інформації)».

## Трудовий шлях
1976—1981 — КазДУ, факультет журналістики,  виклададач
1978—1980 — КазДУ, начальник піонерського табору «Восток-3»
1981—1985 — КазДУ, голова профспілки студентів, старший викладач
1985—1993 — КазДУ, доцент
1993—2000 — КазДУ, голова профспілки співробітників «Парасат», доцент, професор факультету журналістики
2000—2001 — КазДУ, проректор, професор
2001 — серпень 2005 — КазНУ, завкафедри менеджменту ЗМІ і реклами факультету журналістики, професор
2005, вересень — квітень 2009 — КазНУ, професор факультету журналістики
2009—2011 — завкафедри ЮНЕСКО КазНУ ім. Аль-Фарабі
2011-т/ч — професор факультету журналістики КазНУ ім. аль-Фарабі
2002—2003 р. — шеф-редактор республіканської газети «Оракул Казахстану»; автор ідеі і керівник проекту «Оцінка і моніторинг ЗМІ у виборчій кампанії»; 2003 р. — головний редактор журналу «Світ Євразії».
Головний редактор збірника наукових праць «PR і ЗМІ в Казахстані», консультант низки проектів у Казахстанському прес-клубі.
Член експертної групи з вироблення Національної стратегії з соціальних і суспільних наук у Казахстані (ЮНЕСКО-Казахстан).
Багато сил і уваги віддає на пошукову роботу — відстежує участь казахів у Другій світовій війні, повертає забуті імена загиблих воїнів у контекст життєдіяльності Республіки Казахстан.

## Громадська діяльність
З 1998 г. — голова громадської організації «Спілка жінок інтелектуальної праці», волонтер ГО «Конфликтологічний центр», один із засновників Конфедерації неурядових організацій Казахстану(КНОК).
Делегат 1 Конгресу журналістів Казахстану.
Учасник II Євразійського Медіа-Форуму . Делегат I Громадянського Форуму Республіки Казахстан.
Лауреат Премії Спілки журналістів Республіки Казахстан (1995) .
Делегат III Форуму жінок Казахстану.
48 років професор Лайла Ахметова заповняює пробіли в історії Другої світової війни[] . Вона знайшла 556 казахстанців — захисників Брестськоі фортеці 1941 р. і понад 200 осіб з Казахської РСР, котрі воювали у тому напрямку []. 22 червня 2016 року видала й презентувала книгу «1941. Брестская крепость. Казахстан» []

## Відзнаки
- 1970 — золота медаль ВДНГ СРСР
- 1993 — Лауреат Премії Союза журналистов Республики Казахстан[[7]]
- 2001 — медаль «Казакстан Республикасынын тауелсыздыгыне 10 жыл»[[7]]
- 2001 — Почесний голова профсспілки працівників КазНУ им. аль-Фарабі «Парасат»
- 2002 — почесний знак Міністерства культури, інформації й громадянської згоди и Республіки Казахстан і Державного  Фонду підтримки культури і мистецтва  в РК «Мадениет кайраткеры»[2]
- 2004 — знак «Почесний працівник освіти Республіки Казахстан»[[8]][[7]]
- 2005 — ювілейна медаль «Казакстан Конституциясына 10 жыл»
- 2007 — Пам'ятний Знак Дитячого Фонду ООН за особливий внесок в поліпшення становища дітей і захист їхніх прав у  Республіці Казахстан — № 10. На честь 10-ліття присутності ЮНІСЕФ в РК були виготовлені пам'ятні знаки, всього 10 штук, № 1 — одержав Президент РК.[[8]]
- 2008 — Казахстан Республикасынын жане онын астанасынын дамуы мен калыптасуына елеулі улес косканы ушін «10 жыл Астана»
- 2011 — Диплом «Золота кафедра Росії» — одержаний як завкафедрою ЮНЕСКО КазНУ ім. аль-Фарабі
- 2011 — юбилейная медаль 20 лет Независимости Казахстана
- 2011 — орден «Курмет»[[8]]
- 2012 — «Знак згоди» — Міжнародна Конфедерація журналістських  спілок,  Ассоциація ЗМІ України, Євразійська Академія телебачення і радіо
- 2013 — золота медаль «За новаторську працю в галузі вищої освіти РАЕ
- 2013 — дійсний член Акадеії Природознавства Естествознания з присудженням вченого звання академіка РАЕ [[9]][[10]]
- 2015 — медаль «Қазақстан Конституциясына 20 жыл»
- 2016 — медаль «Қазақстан Республикасының Тәуелсіздігіне 25 жыл»
- 2016 — орден «Бауржан Момышұлы НАМЫС»
- 2018 — золота медаль «За новаторську роботу в галузі вищої освіти»
- 2018 — медаль «30 лет пошукового руху Росії" — пошукового об'єднання «ДОЛГ»
- 2018 — Почесний професор Павлодарського  державного університету імені С. Торайгирова
- 2019 — медаль «Ерен еңбегі үшін» на честь 85-ліття факультету журналістики
- 2019 — пам'ятна медаль «75 лет Панфиловской дивизии», НКО «Пам'ять»

## Публікації
- Ерлік сабақтары Урок мужества: Методические рекомендации (на казахском и русском языках). Алма-Ата: Государственная республиканская юношеская библиотека, 1980.-46 с.
- Журналистика и менеджмент: Учеб, пособие. — Алматы: Қазақун-ті, 2000.- 131 с.
- Методические рекомендации к выполнению рубежных работ и тестовых заданий по курсу «Журналистика в политической структуре». Алматы: Қазақ ун-ті, 2002. — 70с. 237.
- Методические рекомендации к выполнению рубежных работ и тестовых заданий по курсу «Журналистика и менеджмент». — Алматы: Қазақ ун-ті, 2002. — 62 с.
- Реализация прав женщин в Казахстане // Мониторинг прав женщин в Республике Казахстан. — Алматы, 2002. — С. 5-82. / Соавт.: К.У Шеденова, T.JI. Тажибаева. Р. А. Балгин.
- Перші особи Казахстану в сталінську епоху. (Первые лица Казахстана в сталинскую эпоху) — Алматы, 2010. У співавторстві з Григор'євим В. К.[11]
- Лютий 1941. Роздуми істориків. (Яростный 1941. Размышления историков) — Алматы, 2011. У співавторстві з Григор'євим В. К.[12]
- Панфіловці: 60 днів подвигу, що стали легендою. (Панфиловцы: 60 дней подвига, ставших легендой) — Алматы, 2013. У співавторстві з Григор'євим В. К.[13]
- 1941. Брестська фортеця. Казахстан. (1941. Брестская крепость. Казахстан) — Алматы, 2016.[14]
- Ахметова Л. С., Веревкин А. В., Лифанова Т. Ю. «Медийная и информационная грамотность среди молодежи в сфере обеспечения национальной безопасности»// Алмати: Издательством «Қазақ университеті», 2019.